# Ordishia cingulata
Ordishia cingulata là một loài bướm đêm thuộc phân họ Arctiinae, họ Erebidae.